# Stefan Pettersson
Pour les articles homonymes, voir Pettersson.
Stefan Pettersson, né le 22 mars 1963 à Västerås (Suède), est un footballeur suédois, qui évoluait au poste d'attaquant à l'Ajax Amsterdam et en équipe de Suède.
Pettersson a marqué quatre buts lors de ses trente et une sélections avec l'équipe de Suède entre 1983 et 1993.

## Carrière
- 1980-1981 : IFK Västerås
- 1982-1984 : IFK Norrköping
- 1984-1988 : IFK Göteborg
- 1988-1994 : Ajax Amsterdam
- 1994-1999 : IFK Göteborg

## Palmarès

### En équipe nationale
- 31 sélections et 4 buts avec l'équipe de Suède entre 1983 et 1993.

### Avec l'IFK Göteborg
- Vainqueur de la Coupe UEFA en 1987.
- Vainqueur du Championnat de Suède en 1984, 1987, 1994, 1995 et 1996.

### Avec l'Ajax Amsterdam
- Vainqueur de la Coupe UEFA en 1992.
- Vainqueur du Championnat des Pays-Bas en 1990 et 1994.
- Vainqueur de la Coupe des Pays-Bas en 1993.
- Vainqueur du Trophée Johan Cruyff en 1993.